# Biserica Tuturor Sfinților din Veneția
Biserica Tuturor Sfinților (în italiană Chiesa di Ognissanti sau chiesa degli Ognissanti) este un edificiu religios romano-catolic situat în sestiere Dorsoduro din orașul italian Veneția.

## Istoric
În 1400, pe terenul ocupat în prezent de către biserica se afla o mănăstire de călugărițe cisterciene care s-au mutat aici după abandonarea forțată a insulei Torcello, devenită insalubră.
În anul 1472 a fost construit aici un ospiciu cu o biserică învecinată reprezentată, de asemenea, pe planul Veneției alcătuit  de Jacopo de' Barbari în 1500 și care a fost înlocuită în 1505 de actuala clădire, sfințită în 1586.
Biserica și mănăstirea au fost desființate de Napoleon în 1807 și rămase abandonate până când Giovan Battista Giustiniani le-a adaptat pentru îngrijirea persoanelor în vârstă. Ulterior, structura mănăstirii a fost folosită ca spital, care a funcționat până la mijlocul anilor 1990, iar biserica, încorporatî în incinta spitalului, a fost parțial recuperată pentru cult de către pacienți.

## Descriere
Fațada, foarte dezvoltată în înălțime, este împărțită pe verticală în trei părți, după modelul cu trei nave, cu portalul de intrare cu o structură liniară și ferestre arcuite. Biserica este flancată pe partea stângă de o campanilă cu acoperiș în stil baroc.

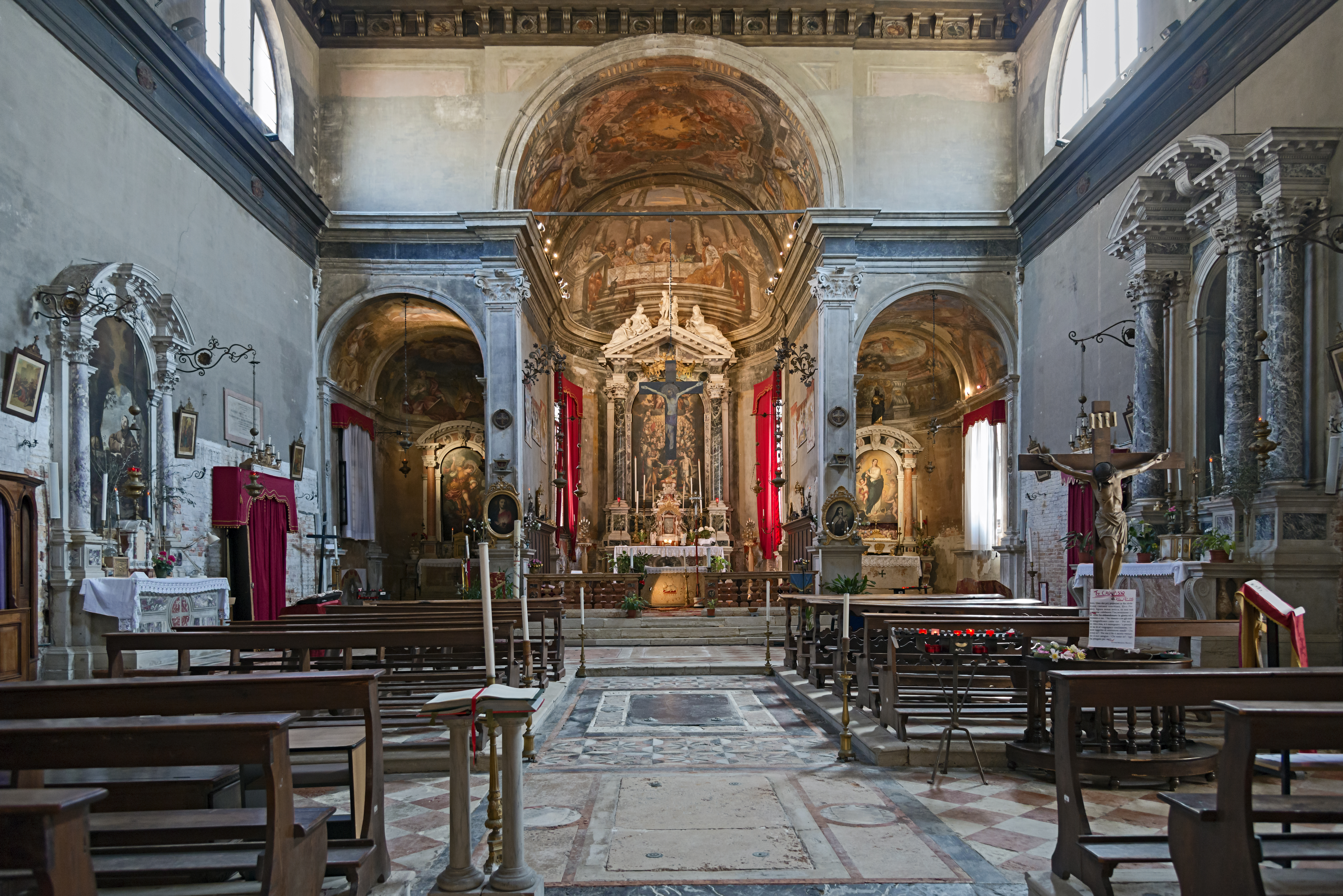
Vedere generală a interiorului bisericii
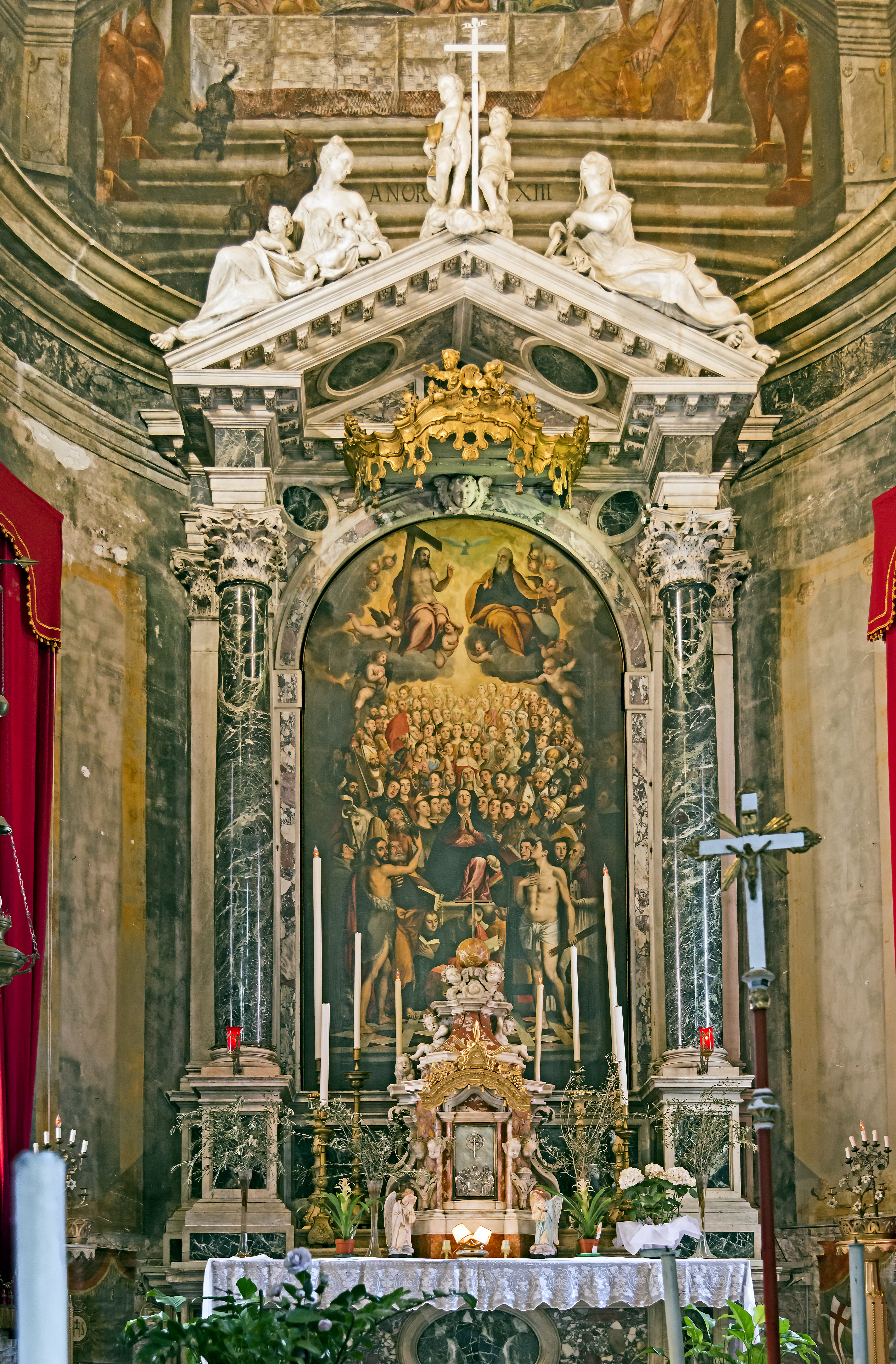
Altarul central
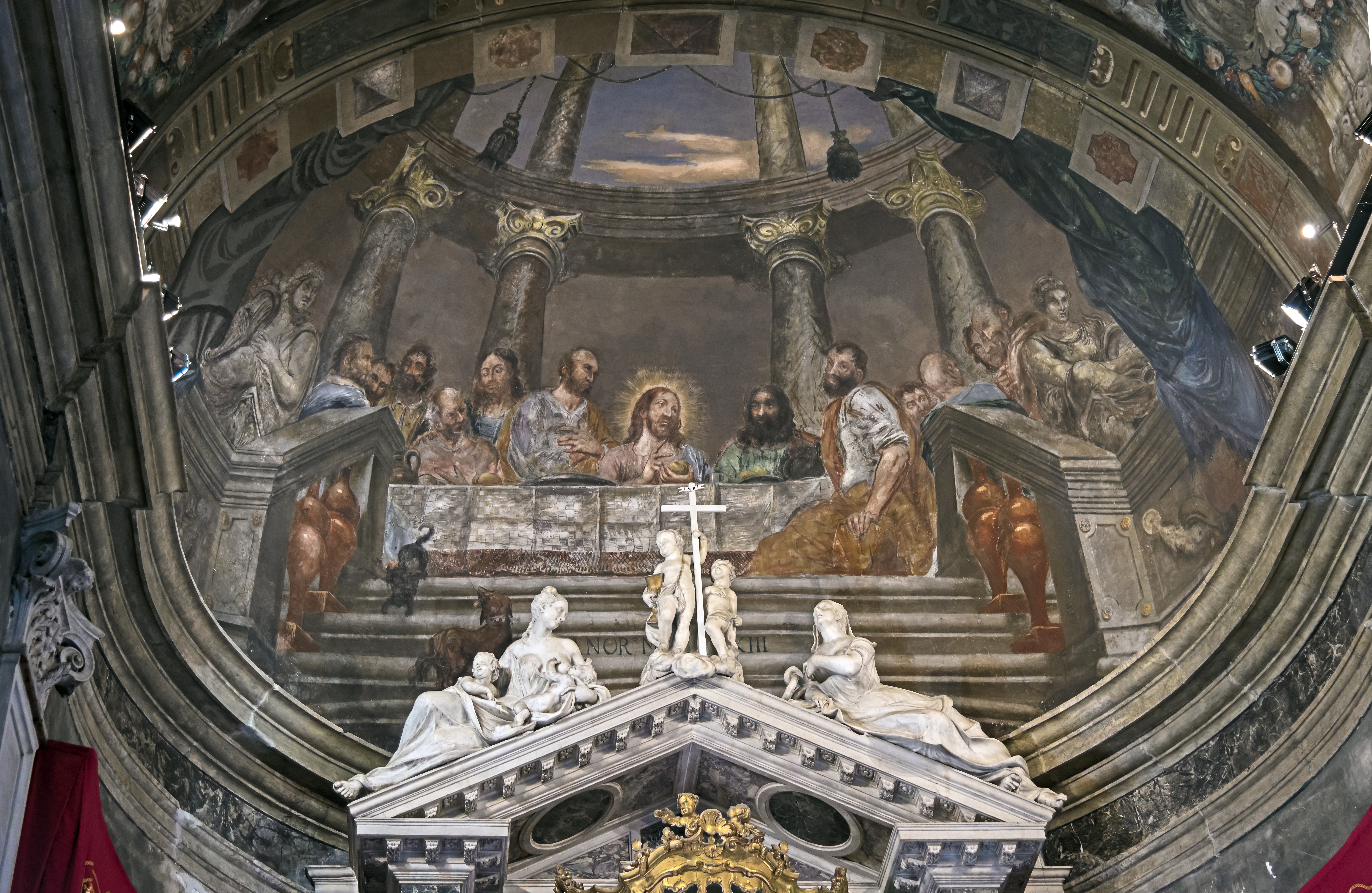
Fresca de pe bolta corului
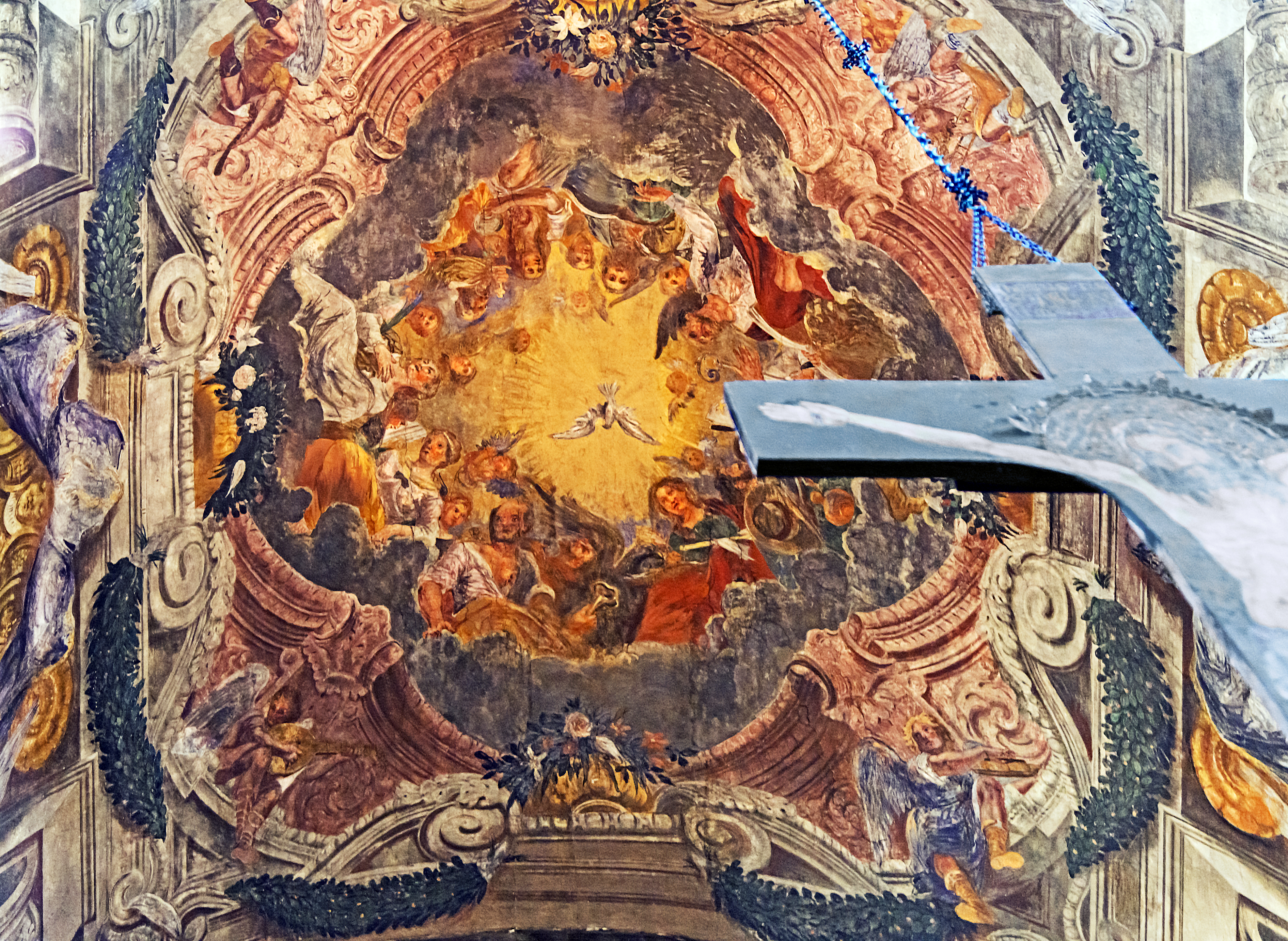
Plafonul corului
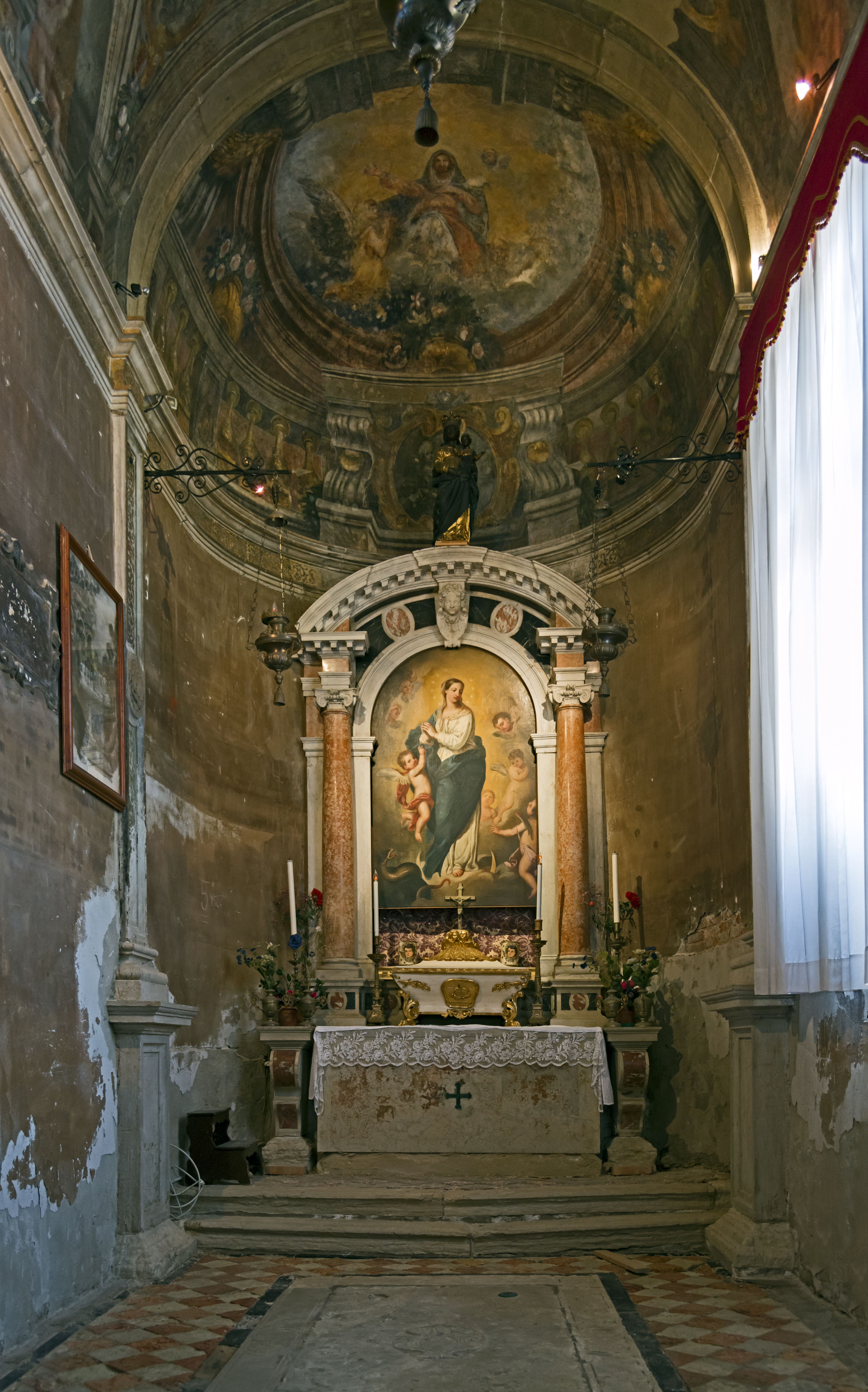
Capela din dreapta
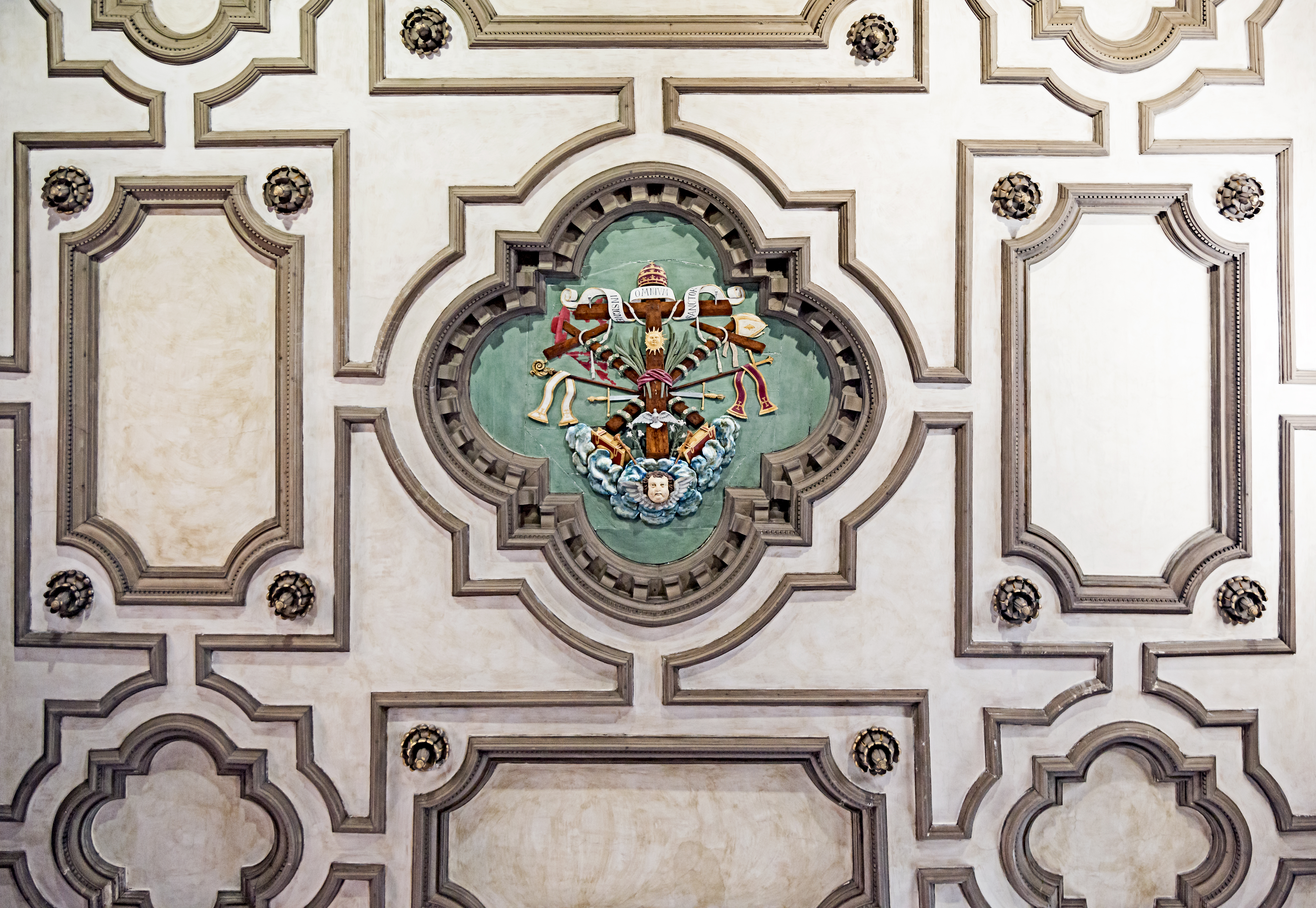
Plafonul naosului